# Xiph.Org Foundation
Die Xiph.Org Foundation (deutsch Xiph.Org-Stiftung, nach der Fischgattung Xiphophorus) ist eine gemeinnützige Organisation für die Entwicklung von offenen, uneingeschränkt nutzbaren Multimedia-Datenformaten. Ihr Sitz ist in Somerville (Massachusetts) in den Vereinigten Staaten. Wichtige Projekte sind die Audioformate Vorbis und Opus und das Videoformat Daala.

## Arbeit der Stiftung
Die Xiph.Org Foundation entwickelt eine Reihe von offenen und uneingeschränkt nutzbaren Multimedia-Datenformaten, einschließlich Protokollen und Standards und zugehörigen Implementierungen.
Der Primärfokus liegt auf der Entwicklung einer Familie sich ergänzender Multimedia-Datenformate. Diese bieten einen freien Ersatz für entsprechende, aber patentrechtlich eingeschränkt nutzbare Formate. Bekannteste Beispiele sind dabei die freien Audioformate Vorbis und dessen Nachfolger Opus, die Alternativen zu patentierten Formaten wie MP3 und AAC darstellen.
Die gegenwärtige (2015) Entwicklungsarbeit konzentriert sich auf Daala, ein Videoformat, das eine Alternative zu den patentierten Formaten MPEG-4 AVC/H.264, HEVC/H.265, RealVideo und Windows Media Video bieten soll.
Die Organisation arbeitet mit verschiedenen Partnerorganisationen zusammen. Darunter sind die Mozilla Corporation, die als (teilweise Haupt-) Sponsor verschiedener Xiph-Projekte auftritt, und die Standardisierungsorganisation Internet Engineering Task Force (IETF). Im Rahmen von Arbeitsgruppen der IETF kooperiert sie auch mit IT- und Telekommunikationsfirmen wie Google Inc., Microsoft, Cisco Systems und Polycom.
Die Free Software Foundation führte von 2006 bis 2008 Xiph-Projekte auf ihrer Liste besonders dringlicher Freie-Software-Projekte.

## Projekte
Die Arbeit der Xiph.Org Foundation ist in verschiedene Projekte aufgeteilt. Diese fallen in drei Bereiche: Containerformate, Medienkodierungsformate und Software.
Bei den Containerformaten ist Ogg der Standard-Container, der für die Xiph.Org-Formate empfohlen wird. Weitere sind Ogg Skeleton für erweiterte Datenstrom-Informationen, verschiedene RTP-Container und der XSPF-Container für XML-basierte Wiedergabelisten.
Die Medienkodierungsformate umfassen
- das verlustbehaftete Audioformat Opus,
- das verlustbehaftete Videoformat Daala,
- das verlustfreie Audioformat FLAC, sowie
- das Textformat Kate.

Überholte Formate, deren Entwicklung (teils) eingestellt wurde, sind die Audioformate Vorbis und CELT, das verlustbehaftete Videoformat Theora, das Sprachkodierungsformat Speex und das Textformat CMML.
An Software-Projekten gibt es unter anderem den Streaming-Server Icecast und den zugehörigen Quellen-Client namens Ices und die AudioCD-Auslesesoftware cdparanoia. Icecast ist dafür verantwortlich, dass Medieninhalte über das Netz an entsprechende Clients gesendet werden. Der Quellen-Client Ices wiederum sendet diese zu streamenden Inhalte an den Streaming-Server.
Neben diesen Hauptprojekten gibt es noch eine Reihe von Unter- oder Entwicklerprojekten. Dazu gehören Tremor, ein auf bestimmte Hardware optimierter Vorbis-Dekodierer, das zugunsten von Theora nicht mehr weiterentwickelte Videoformat Tarkin und das Textformat Ogg Writ.
Zusätzlich zur eigenen Entwicklungsarbeit hat die Stiftung auch bereits vorhandene Freie-Software-Projekte unter ihre Schirmherrschaft geholt, welche das eigene Softwareangebot ergänzen. Unter diesen befinden sich Speex und FLAC.
Software von der Xiph.Org Foundation wird seit 2001 in der Regel unter einer angepassten BSD-artigen Lizenz veröffentlicht, um auch die Verwendung in proprietären Produkten zu ermöglichen. Allerdings werden Hilfsprogramme üblicherweise unter der GNU General Public License (GPL) veröffentlicht.

## Geschichte
Die Organisation und ihre Vorläufergesellschaft, die Xiphophorus company, wurden von Christopher Montgomery gegründet, der auch die Formate Vorbis und Ogg entwickelt hat. Der Name ist der (heute abgekürzte) Gattungsname des Schwertträger-Fisches (Xiphophorus hellerii). Erste Projektarbeiten begannen 1994.
Nachdem die Fraunhofer-Gesellschaft für die Nutzung von MP3 Lizenzgebühren einforderte, begann 1998 die Entwicklung des Alternativverfahrens Vorbis. Noch bevor dieses 2002 offiziell für marktreif erklärt wurde, erlangte es auch dank seiner überlegenen Klangqualität bald eine gewisse Verbreitung und Bekanntheit. Darauf überließ das Unternehmen On2 Technologies der Foundation im Juni 2002 eine ältere Version seines kommerziellen Videokompressionsverfahrens, die zu Theora weiterentwickelt wurde. Dieses entwickelte sich zum freien Format der Wahl für verlustbehaftete Videokompression, bis Google 2010 On2s VP8 freikaufte.
2002 erfolgte die Umbenennung zur Xiph.Org Foundation.
Seit März 2003 liegt eine offizielle Anerkennung als gemeinnützige Organisation (501(c)(3)) von der Internal Revenue Service (IRS) vor.
Bis zum September 2012 führten Xiph-Entwickler als Hauptbeteiligte in einer entsprechenden Arbeitsgruppe bei der IETF das auf CELT basierende Verfahren Opus erfolgreich zu einem Internetstandard.
Im Anschluss verlagerte sich der Entwicklungsschwerpunkt auf Daala.
2015 begann offiziell die Standardisierungsarbeit für einen „Internet Video Codec“ („NetVC“), an der sich Xiph.Org maßgeblich beteiligt und Resultate des Daala-Projektes einbringt.